# Nephele zebu
Nephele zebu är en fjärilsart som beskrevs av Jean Baptiste Boisduval. Nephele zebu ingår i släktet Nephele och familjen svärmare. Inga underarter finns listade i Catalogue of Life.